# Käärmeluodot
Les Käärmeluodot sont un groupe de trois petites îles inhabitées de Finlande situées à proximité de la capitale Helsinki, dans le golfe de Finlande, au sud-ouest de l'île de Lauttasaari.

## Toponymie
Käärmeluodot en finnois ou Ormkobbarna en suédois signifient Îlots du Serpent.
Les trois îles sont Käärmeluoto Ouest (en finnois Läntinen Käärmeluoto, en suédois Västra Ormkobben), Käärmeluoto Est (en finnois Itäinen Käärmeluoto, en suédois Östra Ormkobben) et Käärmeluoto Nord (en finnois Pohjoinen Käärmeluoto, en suédois Norra Ormkobben).

## Géographie
Les Käärmeluodot sont rattachées au district de Lauttasaari de la commune d'Helsinki. Elles font partie de l'archipel d'Helsinki et sont baignées par les eaux du golfe de Finlande situé dans la mer Baltique. Käärmeluoto Ouest, de forme allongée et orientée nord-sud, est la plus grande des îles (230 mètres de long sur 130 mètres de large). Elle est entourée au nord par Käärmeluoto Nord, de forme elliptique (170 mètres par 120 mètres), à l'est par Käärmeluoto Est (100 mètres par 70 mètres), un ensemble de plusieurs récifs très proches, et au sud-ouest par un petit récif. Les îles les plus proches des Käärmeluodot sont l'île habitée de Mäntysaari au nord-ouest et l'île inhabitée de Käärmensaari au sud-ouest. La grande île de Lauttasaari au nord-est les sépare de la péninsule où se trouve le centre-ville et le port d'Helsinki.
Le granit qui constitue les Käärmeluodot a été mis à nu et raboté lors des différentes périodes glaciaires. Lors du retrait des glaces qui recouvraient toute l'Europe du Nord, les îles se trouvaient sous les eaux et ont émergé à la faveur du rebond isostatique. Rocheuses, escarpées et ne comportant qu'une petite plage de sable sur la côte nord de Käärmeluoto Ouest, elles sont couvertes d'une maigre forêt sauf Käärmeluoto Est qui est dépourvue de végétation.

## Activités
Ces trois îles sont inhabitées mais le camping étant autorisé sur Käärmeluoto Ouest et Nord, un coin cuisine couvert y est présent de même que des toilettes et un anneau de mouillage pour les bateaux à l'ouest de Käärmeluoto Ouest. Un service de collecte des déchets y est organisé.

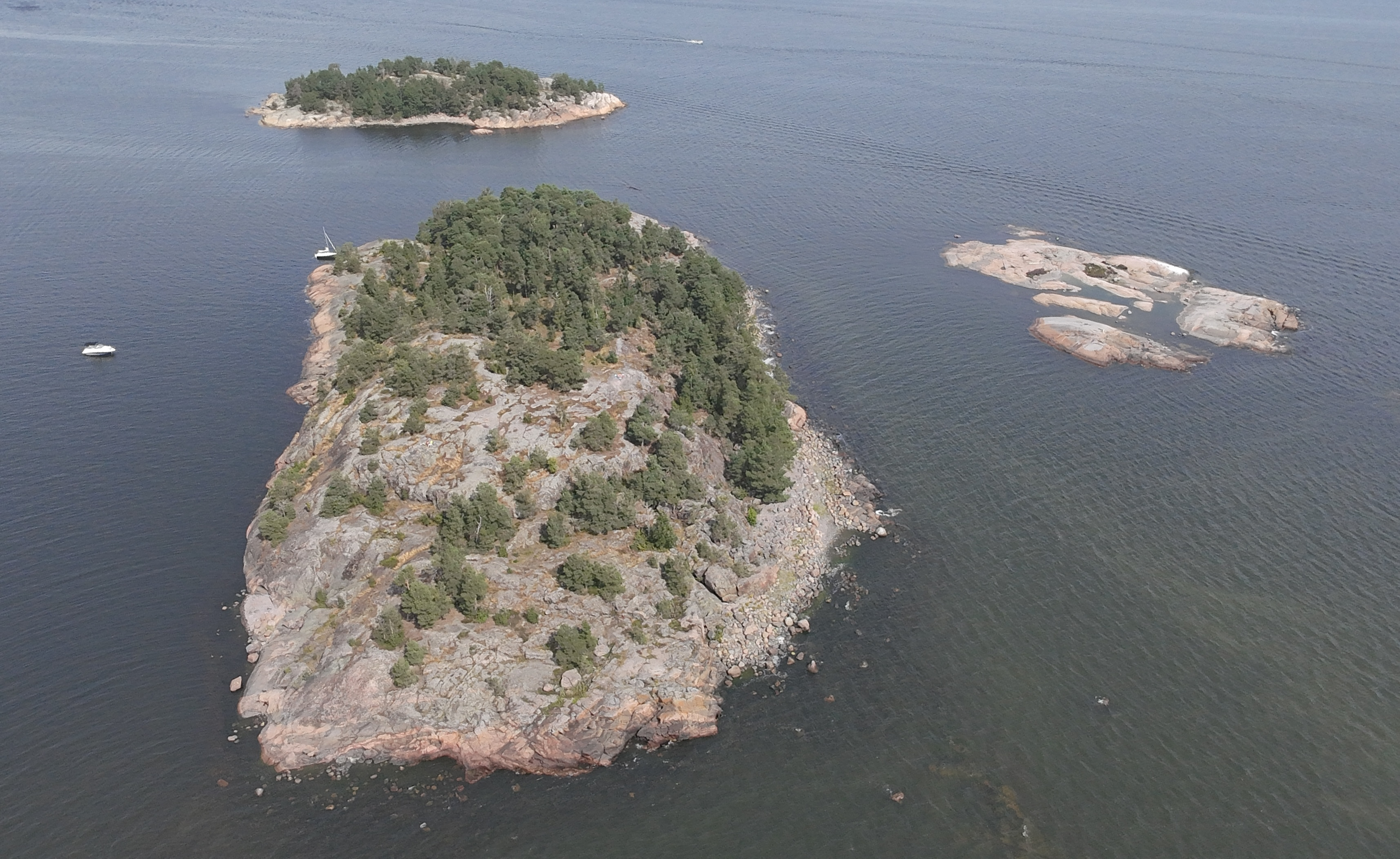
Vue aérienne des îles.

## Sources
- (en) City of Helsinki - Käärmeluoto
- (en) National Land Survey of Finland - Carte des Käärmeluodot